# Nidding
Nidding er betegnelsen for en person, der er skyldig i at have udvist eller udført nid ("niddingsdåd"), dvs. en ugerning. En nidding er således at sidestille med en "usling" eller "kriminel".
Ordet "nidding" er fællesnordisk og kendes især fra sprogbrugen i islandske sagaer.

## Nid efter loven
I Gulatingsloven fra Vest-Norge omkring år 930 - det ældst kendte lovværk i Norden - er der et eget afsnit om nid.
Man skelnede mellem tungenid (verbal hån og nidviser - begrebet er også kendt fra Grågåsen, Islands første lovværk) og trænid, hvor der enten var tale om en nidstang, eller om udskårne træfigurer, der forestillede to mænd i færd med at begå utugt. Ifølge loven blev en mand fredløs, hvis han digtede nidviser om nogen, eller gjorde trænid. Den skyldige blev fradømt sin mandhelg, som var den frie mands ukrænkelighed og fred, og som man tabte, hvis man krænkede en andens mandhelg. Da havde den forurettede ikke pligt til at nøjes med en bøde, og den skyldige kunne sættes udenfor love som utlagr. Han blev oheilagr (mandhelgsløs) og tabte sin fred som fredløs. Det var hævn som en passiv reaktion, hvorved lovbryderen blev stående uden samfundets retsbeskyttelse.
En række norrøne ord betegnede mindre former for spot, der ikke blev taget så højtideligt. Det var straks værre, når det drejede sig om nøje bearbejdelser i poetisk form. Nid var et alvorligt angreb på en persons ære, ikke mindst fordi nid blev tilskrevet overnaturlig kraft og virkning. Særlig famøse var begrebene argr (af samme rod som "arrig") og ergi, der beskrev den passive part i et homoseksuelt forhold. Kendt fra Gisle Surssøns saga er historien om Skeggi fra øen Saksa, der gjorde sin lykke af at udfordre andre mænd til holmgang: Når han havde fældet dem, tog han nemlig deres gods og ejendom. Han friede til Tordis Sursdatter, men hun foretrak langt Kolbjørn fra Surnadal. Skeggi udfordrede Kolbjørn til holmgang på Saksa, men Kolbjørn betakkede sig. Tordis' bror, Gisle Surssøn, var skuffet over sin ven og sagde til ham, at han "måtte da være det mest ynkelige af mennesker på jord." Han tog til Saksa i vennens sted. Da Skeggi så, at Kolbjørn ikke var kommet, fik han en håndværker til at lave to dukker - den ene lignede Kolbjørn, mens den anden lignede Gisle; "og den ene skal stå bagved den anden, og dette nid skal stå til skam for dem." At han og hans ven skulle så som niddinger for alles blik, kunne Gisle Surssøn ikke tolere, og han gik løs på Skeggi, der mistede et af sine ben og til overmål måtte løskøbe sig. 
Håkon Håkonsson fik tilnavnet "Håkon Søvn" da han var længe om at reagere på hertug Skules oprør i 1240. Snorre fortæller i Heimskringla, at Harald Blåtand sendte sin flåde - vistnok 1.200 skibe - til Island, fordi der var lavet nidviser om hans angiveligt utugtige forhold til en af sine fogder. Islændingene forsvarede sig med, at kongen ulovligt havde beslaglagt gods fra nogle forliste islændinge, og at de derfor havde vedtaget en lov om, at "de skulle lave en nidvise om danekongen for hvert hoved, der var i landet." 

## "Du skal blive hver mands nidding, hvis du ikke hævner Asbjørn!"
Den mest kendte beretning om nid er måske den, der endte med Hellig-Olavs død. Tidlig i 1000-tallet boede der på egnen ved Harstad en ung mand, Asbjørn Sigurdsson, der ønskede at arrangere de store fester, der gav social status. Da misvækst gjorde det umuligt at fremskaffe korn til den nødvendige ølbrygning, rejste Asbjørn til sin morbror Erling Skjalgsson på Sola, der kunne afse korn. På hjemvejen blev Asbjørn standset af en af kong Olavs ombudsmænd, Sel-Tore. Han konfiskerede kornet med hjemmel i kongens eksportforbud, og byttede dertil Asbjørns nye, fine sejl ud med et gammelt, slidt sejl. Senere sad Sel-Tore i kong Olavs selskab og gjorde sig lystig over Asbjørns uheld. Asbjørn sad imidlertid også i salen, og da han hørte, hvordan der blev grinet af ham, løb han frem og dræbte Sel-Tore. Efter dette blev han kaldt Asbjørn Selsbane. Sagen fik de frygteligste følger. Erling Skjalgsson blev dræbt af kong Olav; Asbjørn selv af kongens mænd. Hans mor, Sigrid Skjalgsdatter, der havde mistet både sin søn og sin bror, gik i forbitrelse til sin svoger, Asbjørns farbror Tore Hund. Hun rakte ham Asbjørns spyd Selsbane, og sagde: "Du skal blive hver mands nidding, hvis du ikke hævner Asbjørn!" Øjeblikket er skildret på en bautasten på Tore Hunds hjemsted, Bjarkøy.  29. juli 1030 stak Tore Hund spydet i maven på kong Olav og dræbte ham i slaget ved Stiklestad.